# Hiorten
Der schwedische Postsegler Hiorten (Hirsch) verkehrte von 1692 bis 1702 zwischen der deutschen Ostseestadt Stralsund und der südschwedischen Hafenstadt Ystad. Dabei wurde auf der Landzunge Bug ein Zwischenhalt eingelegt.
Es handelte sich um eine Galiot.
Diese Route wurde am 20. Juli 1683 als Postlinie eröffnet und verband das damalige Schwedisch-Pommern mit dem Mutterland Schweden. Vorher verkehrten seit ca. 1664 unregelmäßig Postschiffe zwischen Ystad und Stralsund.
An diese Route bzw. dieses Schiff erinnert die jährlich stattfindende Hiorten-Regatta anlässlich der Hanse Sail bzw. der Baltic Sail zwischen Rostock und Karlskrona.
1998 gab die Deutsche Post AG zum Tag der Briefmarke eine Briefmarke (im Wert von 1,10 DM) mit der Hiorten sowie ihrer Route als Motiv nach einem Entwurf von Hilmar Zill aus Rostock heraus.
Das Marinemuseum in Karlskrona und das Schiffbau- und Schifffahrtsmuseum Rostock stellten einen Nachbau der „Postjakten Hiorten“ her. Der 2. Mai 1999 war der Tag ihrer Jungfernfahrt. Zu Rostock hatte die Hiorten allerdings historisch keine Beziehung, denn Stralsund gehörte zum damaligen Schwedisch-Pommern, und Rostock lag in Mecklenburg.
Ab 1824 wurde die Linie Stralsund–Ystad von Dampfschiffen befahren und auf preußischer Seite zeitweilig Wiek bei Greifswald angelaufen. Ab 1865 fuhren die Schiffe von Stralsund nach Malmö. Der Verkehr wurde im Herbst 1896 zu Gunsten der Linie Sassnitz–Trelleborg (Eröffnung 1. Mai 1897) eingestellt.

## Weblinks

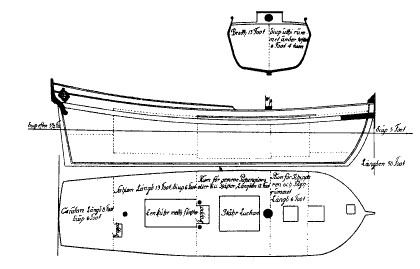
Konstruktionszeichnung der Hiorten von 1691, Schwedisches Reichsarchiv